# Бланко (округ, Техас)
Шаблон:StateAbbr_ 30°16′ пн. ш. 98°24′ зх. д. / 30.27° пн. ш. 98.4° зх. д.
О́круг Бла́нко (англ. Blanco County) — округ (графство) у штаті Техас, США. Ідентифікатор округу 48031.

## Історія
Округ утворений 1858 року.

## Демографія
За даними перепису 2000 року загальне населення округу становило 8418 осіб, усе сільське. Серед мешканців округу чоловіків було 4160, а жінок — 4258. В окрузі було 3303 домогосподарства, 2390 родин, які мешкали в 4031 будинках. Середній розмір родини становив 2,96.
Віковий розподіл населення поданий у таблиці:
| Стать    | До 15 років | 15-21 | 22-29 | 30-39 | 40-49 | 50-65 | 65-85 | Понад 85 |
| -------- | ----------- | ----- | ----- | ----- | ----- | ----- | ----- | -------- |
| Чоловіки | 864         | 376   | 284   | 540   | 675   | 790   | 571   | 60       |
| Жінки    | 817         | 318   | 310   | 542   | 689   | 807   | 638   | 137      |

## Суміжні округи
- Бернет — північ
- Тревіс — північний схід
- Гейс — схід
- Комал — південний схід
- Кендалл — південний захід
- Гіллеспі — захід
- Ллано — північний захід

## Виноски
1. ↑  U.S. Decennial Census. United States Census Bureau. Архів оригіналу за 26 квітня 2015. Процитовано 19 квітня 2015.
2. ↑  Texas Almanac: Population History of Counties from 1850–2010 (PDF). Texas Almanac. Архів оригіналу (PDF) за 26 лютого 2015. Процитовано 19 квітня 2015.
3. ↑  State & County QuickFacts. United States Census Bureau. Архів оригіналу за 7 липня 2011. Процитовано 8 грудня 2013. [Архівовано 2011-10-18 у Wayback Machine.](англ.) Наведено за англійською вікіпедією.
4. ↑  American FactFinder. Бюро перепису населення США. Архів оригіналу за 26 лютого 2012. Процитовано 31 січня 2008. [Архівовано 2008-05-21 у Wayback Machine.]

| США | Це незавершена стаття з географії США. Ви можете допомогти проєкту, виправивши або дописавши її. |